# さやわか
さやわか（1974年 - ）は、日本のライター、物語評論家。北海道出身。『ユリイカ』『QuickJapan』などの雑誌に執筆。著書に『僕たちのゲーム史』（星海社）。rhyme、ice9、髭ブラジャー、ソメルなど、運営するウェブサイトごとに名義を使い分けている。さわやかは誤記。

## 概要
1990年代末からウェブ上で「ムーノーローカル」「ニーツオルグ」「Hang Reviewers High」など個性的なサイトを継続的に運営。2000年代後半から雑誌を中心に執筆活動を行うようになる。取り上げる対象はアイドル、小説、漫画、映画、音楽、ゲームなど幅広く、そこに物語を読み解けるならば対象にはこだわらない評論姿勢を見せている。友人の漫画家・西島大介との仕事も複数ある。

## 活動

### ムーノーローカル時代
1998年後半、rhyme名義で個人ニュースサイト「ムーノーローカル」を運営（当初のサイト名は「(the frontline of the)sever HEAD HUNTERZ'」）。「猥褻警官教師電波援交食品遺物関連ニュース系サイト」を自称し、ウェブのアングラ情報、新聞や報道サイトの社会面に目を向けた記事を多く更新する文章コンテンツ「どーでもいいトピックス」（1999年1月11日開始）で人気を集めた。
1999年10月24日、他のUGニュースサイトが一斉に「ムーノーローカル」と同じデザインを装う企画「ムーノーデー」が行われた。これは「ちゆ12歳」における「ちゆデー」、「俺ニュース」における「俺ニュデー」など、ある特定のサイトのデザインを他のサイトが一斉に真似る企画の先駆けとなった。この企画についてrhymeは「毎日見に来てる読者の人が「なんだコレ馴れ合いかよニュースやれやうぜえ死ね」とか思ってるのではないかと気が気じゃありませんでした」と語っている。
1999年11月9日、「ムーノーローカル」のアクセスが100万ヒットを達成。それを祝って再び「ムーノーデー」が行われた。以後も不定期に開催。
1999年12月26日、同人誌『「UGさくら」～さくらの陰部～』（さくらばんく）に寄稿。
2000年11月発売『「超」やさしいアンダーグラウンド──インターネット厨房テクニック』（データハウス、さくらばんく編）に寄稿。
2001年4月1日、「SMALLNEWS!」「MP3TIDALWAVE」とトップページを入れ替えるエイプリルフール企画を行った。
2001年8月12日、コミックマーケット60で『ムーノーペーパー』最終号が配布された。「ムーノーペーパー」は1999年に開始した不定期配信のメールマガジンの名称。
2001年8月19日、閉鎖。この日最後の更新で「ムーノーローカルの作り方　または　インターネットはおもしろいという人への饒舌な韜晦」を公開した。個人ニュースサイト論として扱われることがあるが、文中では「個人ニュースサイトの作り方」や「文章を主体としたwebページ一般の作り方」ではないと断っている。最後の更新をした翌日の8月20日に関東に引っ越しをしたという。この後、「muunoo.com」のドメイン名とサーバの契約が切れる2002年2月末の直前に、数回業務連絡の更新が行われた（実際は3月初頭まで残っていた）。それを最後にウェブ（HTTP）上にrhyme名義では登場していない。
2001年12月8日発売の『ネットランナー』（ソフトバンク・パブリッシング）2002年1月号よりrhyme名義で連載「復活！ムーノー」開始（2003年1月号まで）。

### さやわか時代
2001年9月頃、日記サイト「さやわか」を運営。最初は「俺」としか名乗っていなかったが第三者が呼びづらいため、便宜上サイト名の「さやわか」がハンドルということになった。これが現在のペンネームのもとになっている。

### ニーツオルグ時代
2002年5月、さやわか名義で物語サイト「ニーツオルグ」を運営。サイトのレイアウトは海外「suck.com」を参考にしたという。管理人が感じたことしか書かない内容と好き勝手な文体は「ムーノーローカル」時代の更新スタイルとは正反対のテキストで、旧読者を戸惑わせた。また、テキスト以外のコンテンツとしてインターネットラジオ放送「neats.rpm」があり、複数名のDJが交代で放送を行い、掲示板でリスナーと交流するスタイルは、当時はまだ珍しかった。この時、DJの一人であるHayakiがかけたPerfume「スウィートドーナッツ」が人気を集め、局地的な盛り上がりを見せた。
2003年8月17日、同人誌『betweens!』にrhyme名義で寄稿。
2005年5月9日、ばるぼら『教科書には載らないニッポンのインターネットの歴史教科書』（翔泳社）にrhyme名義で寄稿。
2006年3月19日、大団円を迎え終了。最後の日の更新はサイトが虫食いになってテキストが徐々に消えていくものだった。

### ice9時代
2006年4月8日、ice9名義でブログ「ice9」を運営。はてなダイアリー上で一ヶ月分（31日分）の更新を行ったら終了する予定で開始し、31日分目の8月22日の更新で予定通り終了した。

### Hang Reviewers High～現在
2006年10月23日、ソメル名義でレビューサイト「Hang Reviewers High」を運営。当初は新サイト「ソニクニホン」を作る前の仮設サイトという位置づけだったが、予定を変更し長期化している。「ソニクニホン」については「手間のかかるコンテンツなので、いろいろと準備が必要」と語っている。
2006年12月27日発売『ユリイカ』（青土社）「特集・松本大洋」にさやわか名義で寄稿。この号以降、定期的に執筆。
2007年2月13日発売『Quick Japan』（太田出版）70号に、さやわか名義でばるぼらと対談。この号以降、定期的に執筆。
2007年4月発売『STUDIO VOICE』（INFAS）2007年5月号に、さやわか名義で西島大介と対談。この号以降、定期的に執筆。
2007年10月12日発売『QuickJapan』74号のPerfume特集に全面的に関る。
2008年8月16日、大洋図書運営のウェブサイト「WEBスナイパー」に『ゼロ年代の想像力』（早川書房）の書評を寄稿。以降、定期的に執筆。
2008年8月22日、講談社BOX運営の期間限定喫茶店KOBOCAFEで「西島大介の一日漫画教室」に出演。翌年から始まる「西島大介のひらめき☆マンガ学校」の前身イベント。
2008年11月9日、ソメル名義の同人誌『Hang Reviewers High』発売。「Hang Reviewers High」の2007年までの記事から抜粋されたレビュー文集。
2009年4月20日発売『パンドラ』（講談社）3号の座談会に出席。他の出席者は西島大介、今日マチ子。この号には前年の「西島大介の一日漫画教室」のレポート記事が掲載され、同時に「西島大介のひらめき☆マンガ学校」の告知と生徒募集が行われた。
2009年5月10日、泉信行『漫画をめくる冒険』（ピアノ・ファイア・パブリッシング）下巻に解説を寄稿。
2009年6月12日発売『Quick Japan』84号より連載「’95」開始。
2009年7月25日より「西島大介のひらめき☆マンガ学校」開校。西島大介とともに講師を務め、生徒を100%漫画家にさせることを宣言した。11月22日には東京カルチャーカルチャーにて公開講義「ひらめき☆マンガ学校公開講義～消えたマンガ原稿67ページ～」が開催された。
2009年12月31日、コミックマーケットにて「ヱヴァンゲリヲン新劇場版」を評論する同人誌『RE:EV』を編集。

#### 2010年代以降
2010年2月12日発売『Quick Japan』88号より連載「真説　空想少女学論考」開始。
2010年6月1日、西島大介との共著『西島大介のひらめき☆マンガ学校　マンガを描くのではない。そこにある何かを、そっとマンガと呼んであげればいい。』（講談社）刊行。同学校の一学期の講義録を収録。
2010年12月5日、同人誌『モダニズムのナード・コア』に寄稿。
2010年12月8日、『村崎百郎の本』（アスペクト）で座談会に出席。他の出席者は磯部涼、九龍ジョー。
2011年1月11日、星海社運営のウェブサイト「最前線」で連載「さやわかの星海社レビュアー騎士団」開始。
2011年3月6日、ウェブサイト「WEBスナイパー」で連載「現場から遠く離れて」開始。
2011年3月9日から配布されたフリーペーパー『STUDIO VOICE special issue 特集☆ももいろクローバー』に全面的に関わる。関連企画としてTwitter上で岡田康宏との対談が行われた。
2011年7月18日発売『サイゾー』（サイゾー）2011年8月号のK-POP特集に寄稿。以降、不定期に執筆。
2011年8月13日、CD付き同人誌『TRANSIT LOUNGE』（s10rw）1号に寄稿。
2011年9月9日、TAGRO『マフィアとルアー』（星海社）文庫版に解説を寄稿。
2011年12月30日、同人誌『マンガルカ』（アニメルカ製作委員会）1号で西島大介とインタビュー。
2012年3月15日、アーツ千代田3331アートギャラリーで開催された「MVAクリエイターズセッション」の鼎談「アイドル入門講座」に登壇。他の出演者は福嶋麻衣子（もふくちゃん）、高橋栄樹、岡島紳士。
2012年7月20日発売『花とゆめ』（白泉社）16号掲載の漫画「ももクロ伝説だZ」の原作を担当。作画は緋桜泉。
2012年9月26日、初の著書『僕たちのゲーム史』（星海社）刊行。記憶ではなく文献などの記録から辿ったゲームの歴史書で、「ボタンを押すと反応する」ことをゲームの定義に置き、パソコンゲーム、コンシューマーゲーム、アーケードゲーム、携帯型ゲーム、携帯電話ゲームなど、通常バラバラに扱われるメディアの歴史を一繋ぎにまとめた。
2016年4月7日発売『ゲンロン2 慰霊の空間』（株式会社ゲンロン）にコラム「『噂の眞相』と反体制的サブカルチャー論壇の時代」を寄稿。
2016年12月7日発売『ゲンロン4 現代日本の批評III』（株式会社ゲンロン）にて共同討議「平成批評の諸問題 2001-2016」、補遺「はてなダイアリーの時代　批評とネットの交差点」に参加。
2017年4月より「ゲンロン ひらめき☆マンガ教室」開校。西島大介とともに主任講師を務める。
2017年12月29日発売『ゲンロン7 ロシア現代思想II』（株式会社ゲンロン）にて鼎談「サイバーパンクに未来はあるか ゲーム、VR、テーマパーク」に参加。
2018年4月より「ゲンロン ひらめき☆マンガ教室」第2期を開校。主任講師を務める。
2018年6月7日発売『ゲンロン8 ゲームの時代』（株式会社ゲンロン）にて共同討議「メディアミックスからパチンコへ 日本ゲーム盛衰史1991-2018」、補遺「視点、計算機、物語　斜めから見るゲームの時代」、ペルソナシリーズを手がける橋野桂にインタビューした「経験装置としてのJRPG」に参加。論考「ボタンの原理とゲームの倫理」を寄稿。
2018年6月27日発売『ユリイカ バーチャルYouTuber』（青土社）にて座談会「周回のその先に バーチャルYouTuberの分岐点をめぐって」に参加。他の参加者はばるぼら、黒瀬陽平。
2018年10月25日、ゲンロン友の会のYouTubeチャンネルにてライブ配信「【生放送】ゲンロン９の事前注文が伸びない、ゲンロンという雑誌そのものが忘れられているのでは…… 破れかぶれで【1時間だけ】ゲンロン第1期の魅力を語り尽くす突発予告生放送。本放送は31日のサイン会」に出演。
2018年12月22日、「ゲンロン友の会第9期総会 ミネルヴァの梟は黄昏に飛び立つかも！？」にてトークショー『さやわか式☆黄昏のベストハンドレッド2018』を開催。
2019年4月22日、ゲンロン友の会のYouTubeチャンネルにてライブ配信「第3期開講決定＆正規受講生定員まであと4名のマンガ教室第3期とゲンロンスクールの輝かしい未来を東浩紀とさやわかが熱く語る突発無料生放送！！！（日付が変わる前に終わるよ！）」に出演。
2019年5月10日発売『ヱクリヲ』（ヱクリヲ編集部）vol.10で、西兼志と対談した「アイドル<の/と>歴史」が掲載。
2019年5月12日よりYouTubeにて不定期でライブ配信を行う。
2019年6月より「ゲンロン ひらめき☆マンガ教室」第3期を開校。主任講師を務める。
2019年6月21日、『カオス*ラウンジの芸術動画』にて「国内最強のサブカルチャー論客と語る、コンテンツ批評のハードコア！」に出演。
2019年7月19日発売『ゲンロンβ39』（株式会社ゲンロン）に「記号的には裸を見せない ――弓月光と漫画のジェンダーバイアスについて」を寄稿。
2019年7月28日、SCOOLにて『ヱクリヲvol.10』刊行イベント「一〇年代ポピュラー文化のアニマ」にゲストで参加。
2019年9月23日、ゲンロンカフェにて「さやわか式☆現代文化論#32 いかにサブカルチャーを歴史化するか 『ゲーム雑誌ガイドブック』刊行記念！圧巻のさやわか1人語り」を開催。
2019年10月25日、『ゲンロンβ42』（株式会社ゲンロン）に「愛について――符合の現代文化論　第1回　記号から符合へ――『エンドゲーム』の更新はどこにあるのか」を連載開始。
2019年11月28日発売『ユリイカ Vaporwave』（青土社）に論考「身体に悪い蒸気の文化」を寄稿。
2020年4月17日発売『ゲンロンβ48』（株式会社ゲンロン）に「愛について――符号の現代文化論　第4回　少女漫画と齟齬の戦略（2）』を寄稿。
2020年4月17日発売『ニューレトロ　イラストレーション』（PIE International）に序文を寄稿。
2020年6月26日発売『ゲンロンβ50』（株式会社ゲンロン）に「愛について――符号の現代文化論　第5回　少女漫画と齟齬の戦略（3）』を寄稿。

## 著書

### 単著
- 『僕たちのゲーム史』（星海社、2012年）
- 『AKB商法とは何だったのか』（大洋図書、2013年）
- 『一〇年代文化論』（星海社、2014年）
- 『僕たちとアイドルの時代』（星海社、2015年）※『AKB商法とは何だったのか』の改訂・追加版
- 『キャラの思考法　現代文化論のアップグレード』（青土社、2016年）
- 『文学の読み方』（星海社、2016年）
- 『文学としてのドラゴンクエスト』（コア・マガジン、2016年）
- 『名探偵コナンと平成』（コア・マガジン、2019年）
- 『ゲーム雑誌ガイドブック』（三才ブックス、2019年）
- 『世界を物語として生きるために』（青土社、2021年）
- 『ＲＰＧのつくりかた——橋野桂と「メタファー：リファンタジオ」』（筑摩書房、2025年）

### 共著
- 西島大介『西島大介のひらめき☆マンガ学校 マンガを描くのではない。そこにある何かを、そっとマンガと呼んであげればいい。』（講談社、2010年）
- 西島大介『西島大介のひらめき☆マンガ学校 マンガ家にはなれない。かけがえのない誰かだけが、君をマンガ家にする。』（講談社、2012年）
- ばるぼら『僕たちのインターネット史』（亜紀書房 2017年）
- 西島大介ほか『マンガ家になる！ゲンロン ひらめき☆マンガ教室 第１期講義録』（ゲンロン、2018年）

### 漫画原作
- ふみふみこ『qtμt キューティーミューティー』（スクウェア・エニックス〈ビッグガンガンコミックス〉、３巻まで→　『LINEマンガ』〈LINEコミックス〉、2017-2019年、全５巻）
- ふみふみこ『永守くんが一途すぎて困る。』（『LINEマンガ』2021年3月〜）

### 脚本
- スター・ウォーズ: ビジョンズ - のらうさロップと緋桜お蝶[5]